# Aplastodiscus
Genre
Aplastodiscus est un genre d'amphibiens de la famille des Hylidae.

## Répartition
Les quinze espèces de ce genre se rencontrent dans le Sud du Brésil et en Argentine.

## Liste des espèces
Selon Amphibian Species of the World (7 novembre 2014) :
- Aplastodiscus albofrenatus (Lutz, 1924)
- Aplastodiscus albosignatus (Lutz & Lutz, 1938)
- Aplastodiscus arildae (Cruz & Peixoto, 1987)
- Aplastodiscus callipygius (Cruz & Peixoto, 1985)
- Aplastodiscus cavicola (Cruz & Peixoto, 1985)
- Aplastodiscus cochranae (Mertens, 1952)
- Aplastodiscus ehrhardti (Müller, 1924)
- Aplastodiscus eugenioi (Carvalho-e-Silva & Carvalho-e-Silva, 2005)
- Aplastodiscus flumineus (Cruz & Peixoto, 1985)
- Aplastodiscus ibirapitanga (Cruz, Pimenta & Silvano, 2003)
- Aplastodiscus leucopygius (Cruz & Peixoto, 1985)
- Aplastodiscus musicus (Lutz, 1949)
- Aplastodiscus perviridis Lutz, 1950
- Aplastodiscus sibilatus (Cruz, Pimenta & Silvano, 2003)
- Aplastodiscus weygoldti (Cruz & Peixoto, 1987)

## Publication originale
- Lutz, 1950 : Hylidae in the Adolpho Lutz collection of the Instituto Oswaldo Cruz. V. Mode of locomotion and structure of hand and foot; V.a Phyllomedusa (Pithecopus) burmeisteri distincta A. Lutz V.b Aplastodiscus perviridis A. Lutz. Memórias do Instituto Oswaldo Cruz, vol. 48 (50th ed. celebration), p. 617-637 (texte intégral).